# Drwinia (gromada)
Drwinia – dawna gromada, czyli najmniejsza jednostka podziału terytorialnego Polskiej Rzeczypospolitej Ludowej w latach 1954–1972.
Gromady, z gromadzkimi radami narodowymi (GRN) jako organami władzy najniższego stopnia na wsi, funkcjonowały od reformy reorganizującej administrację wiejską przeprowadzonej jesienią 1954 do momentu ich zniesienia z dniem 1 stycznia 1973, tym samym wypierając organizację gminną w latach 1954–1972.
Gromadę Drwinia z siedzibą GRN w Drwini utworzono – jako jedną z 8759 gromad na obszarze Polski – w powiecie bocheńskim w woj. krakowskim, na mocy uchwały nr 18/IV/54 WRN w Krakowie z dnia 6 października 1954. W skład jednostki weszły obszary dotychczasowych gromad Drwinia, Zielona i Wola Drwińska ze zniesionej gminy Drwinia w tymże powiecie. Dla gromady ustalono 12 członków gromadzkiej rady narodowej.
31 grudnia 1961 do gromady Drwinia przyłączono obszar zniesionej gromady Grobla.
Gromada przetrwała do końca 1972 roku, czyli do kolejnej reformy gminnej. 1 stycznia 1973 reaktywowano gminę Drwinia.